# معركة أمقالة (1989)
وقعت معركة أمقالة عام 1989 في 8 نوفمبر 1989، عندما شنت تشكيلان مُسلحان من البوليساريو هجومًا هائلًا على القوات المغربية في منطقة أمقالة، وتمكنوا من عبور الجدار الرملي المغربي، والتقدم 20 كيلومتر (12 ميل) في اتجاه السمارة، للتراجع أخيرًا قبل الانتقام المغربي من مواقعهم في المنطقة الحرة. تُعد آخر عملية عسكرية من حرب الصحراء الغربية؛ عملية راتل في عام 1991.

## أنظر أيضا
- لاجئو حرب الصحراء الغربية